# Iddin-Dagan
Iddin-Dagan va ser el tercer rei de la dinastia d'Isin a Sumer, cap al segle xx aC.
Va succeir el seu pare Shu-ilishu. La llista de reis sumeris li dona un regnat de 20 anys. El va succeir el seu fill Ishme-Dagan d'Isin. Va ser el primer de la dinastia que va utilitzar el títol de "rei de Sumèria i Accàdia".
De l'època d'Iddin-Dagan s'ha conservat un ritual de "matrimoni sagrat" o hierogàmia, on hi participaven el rei i la reina o sacerdotessa (en) que tenia per objectiu demanar la fertilitat de la terra, les bones collites, la reproducció dels ramats i abundància d'aigua per a regar. El rei, que personificava el déu Dumuzi, es casava amb la deessa Inanna. Segurament aquest ritual es venia celebrant des de temps molt antics. També s'ha trobat un anomenat "Himne a Iddin-Dagan" on fa referència a l'època de pau que es va viure durant el seu regnat, encara que es podria tractar d'un tòpic literari. L'himne diu: "Has tornat segurs els camins i els ponts, has fet que el país prosperi ... has marcat les fronteres ... el teu pare Shu-ilishu, rei del país de Sumer, va enfortir per tu els fonaments de Sumer i d'Accad. En nom d'An i Enlil l'has sobrepassat, i has 'avançat' tots els teus enemics ... ".